# Inger Lise Rypdal
Inger Lise Rypdal, född 14 december 1949 i Lena som Inger Lise Andersen, är en norsk sångare och skådespelare. 

## Biografi
Inger Lise Rypdal har haft en artistkarriär sedan 1968. Hon har släppt 16 musikalbum i Norge och några i Sverige. Hon har sjungit i den norska uttagningen till Eurovision Song Contest tio gånger mellan 1969 och 1984. I Sverige hade hon under namnet Inger Lise Andersen en storsäljare med den tyska schlagern "Romeo och Julia". Den låg på Sveriges Radios försäljningslista Kvällstoppen i 12 veckor och var under en vecka den mest sålda skivan i Sverige. Den blev även etta på Svensktoppen, där hon senare hade framgångar under namnet Inger-Lise Rypdal med "Soley Soley" (1972, som bäst 5:a) och "Jag har väntat på dig", den svenska versionen av Abba:s "I've been waiting for you". Den tillbringade 11 veckor på listan och nådde som bäst en tredjeplats (1975).
Hon har även medverkat i två svenska filmer, En vandring i solen (1978) och Enkel resa (1988).
Rypdal var gift (1969–1985) med gitarristen och låtskrivaren Terje Rypdal.

## Diskografi

### Musikalbum
- Inger Lise (1970)
- Hello-A (1972) med Stein Ingebrigtsen
- Sjung bort bekymren (1972)
- Har du nånsinn... (1973)
- Fra 4 til 70 (1973)
- 830 S – bak sølvmikrofonen (1974) med Stein Ingebrigtsen
- Einar Schankes Gledeshus (1974)
- Den stille gaten (1974)
- Jag kommer tillbaka (1975)
- Feeling (1975)
- Tider kommer, tider går (1977)
- Før og nå. 15 store suksesser 1973–79 (1979)
- Inger Lise Rypdal (1979)
- Sign Language (1980)
- Songwriters for the Stars/Barry Mann & Cynthia Weill/David Foster (1982)
- Kontakt (1982)
- Just For You (1983)
- Å, jul med din glede (1986)
- Till min kära (1987)
- Enkel resa (1988)
- Romanse (1988) med Lakki Patey
- Fru Johnsen (1989)
- Tid (1997)
- Inger Lise (2001)
- Ansikter (2007) med Marius Rypdal
- Prøysen og øss (2014) med Viggo Sandvik

## Bidrag i Norsk Melodi Grand Prix
- "Eventyr" (1969)
- "Lillebror" (1972)
- "Å for et spill" med Stein Ingebrigtsen, Ola Neegård, Gro Anita Schønn (1973)
- "Alternativ" med Lillian Harriett (1975)
- "Yo-yo" med Stein Ingebrigtsen (1974)
- "Voodoo" med Jahn Teigen (1976)
- "Så lenge du er hos meg" (1979)
- "Svart fortid" (1980)
- "Tanker" (1981)
- "Lady Di" (1982)
- "Elegi" med Freddy Dahl (1983)
- "Vinder" (1984)